# فرمیون دیراک
در فیزیک فرمیون دیراک (انگلیسی: Dirac fermion) یک ذره فرمیون با چرخش ۱/۲ است که با پادذره آن متفاوت است. اکثریت قریب به اتفاق فرمیون‌ها در این گروه‌بندی قرار می‌گیرند. در فیزیک ذرات، همهٔ فرمیون‌ها در مدل استاندارد دارای پادذره‌های متمایزی هستند (شاید به غیر از نوترینوها) و از این رو آنها را فرمیون دیراک می‌نامیم. آنها به نام پل دیراک نامگذاری شده‌اند و می‌توان آنها را با معادله دیراک مدل‌سازی کرد.
فرمیون دیراک معادل دو فرمیون ویل است. همتای فرمیون دیراک، فرمیون مایورانا است؛ ذره ای که باید پادذره خودش باشد.

## شبه‌ذرات دیراک
در فیزیک ماده چگال، برانگیختگی‌های کم انرژی در گرافن و عایق‌های توپولوژیکی، از جمله، شبه‌ذرات فرمیونی هستند که با معادله دیراک شبه نسبیتی توصیف می‌شوند.